# Louis-Michel Nourry
Pour les articles homonymes, voir Nourry.
Pour l’article homonyme, voir Michel Nourry.
Louis-Michel Nourry, né à Fougères le 5 avril 1946 et mort le 14 septembre 2022, est un historien français spécialiste des jardins et du paysage, professeur honoraire des Ecoles nationales supérieures d'architecture.

## Biographie
(septembre 2022).

### L'histoire des jardins
Il a passé ses diplômes universitaires à l’Université Paris-1 Panthéon-Sorbonne, sous la conduite du professeur Alain Corbin. Cette collaboration lui a permis de traiter le thème des parcs et jardins et du paysage comme objets d’études et de l'inscrire dans les problématiques de « l’histoire du sensible » ou histoire des représentations.
Dans ses recherches sur les jardins, sa démarche se veut pluri-disciplinaire : une approche historique, sociologique et paysagiste lui permet de mieux mesurer les enjeux politiques et sociaux de la domestication de la nature. Dans la thèse qu’il consacre aux jardins publics en France et aux travaux des paysagistes Denis et Eugène Bühler, il explique comment le jardin public naît d’un désir collectif aux complexes modalités. C'est un espace aménagé de distinction et d’ostentation ; il manifeste la reconquête de la ville par les élites sociales.
Dans ses ouvrages consacrés aux parcs et jardins, il donne du sens à leur création en les replaçant dans le contexte qui les a fait naître et met en évidence le formalisme d’un sujet qui néglige trop souvent les implications politiques et sociales de la production paysagère.
Dans les années 1990, « la France a retrouvé ses jardins ! ». Plébiscités par une population éprise de promenade et de mise en scène végétale, de nombreux jardins sont élevés au rang de patrimoine : jardins à la française, jardins des plantes, jardins botaniques, jardins publics… La France est riche de ces créations agrémentées d’œuvres d’art qui ont traversé les siècles. Pour en comprendre la genèse, il importe de les replacer dans le contexte qui les a fait naître et en faire ainsi des illustrations de l’histoire des mentalités et des sensibilités. Depuis quelques années, de nouvelles créations ont perpétué la tradition : signés d’artistes renommés, de designers, de plasticiens et peintres, ces jardins contemporains ajoutent du sens à l’image de « La France des jardins » que les étrangers nous reconnaissent.
Ces parcs et jardins obligent à une nécessaire gestion ; afin de rester fidèle à l’esprit de sa création, un jardin doit être entretenu comme tout patrimoine, démarche que les Anglo-Saxons appellent justement « conservation ». Dans le même esprit de valorisation, ces jardins doivent participer aux orientations culturelles et touristiques, locales et nationales. La métamorphose souple des jardins s’enrichit d’animations thématiques, avec le soutien de divers partenaires. Le propriétaire des lieux ne s’impose plus ; il dispose, il aménage, il négocie les contours. Le jardin résulte d’un dialogue entre les hommes et les choses. C’est au sein de ce lieu humanisé que s’organisent de nouveaux rapports sensibles.

### Le paysage et la politique
C’est le titre du sujet traité pour la soutenance de son HDR - Université de Paris-1 Panthéon-Sorbonne. L’auteur montre comment le paysage est devenu une affaire d’État et comment il constitue un enjeu dont il faut comprendre la genèse et son évolution. Plus d’un siècle s’est écoulé depuis les premières circulaires et lois françaises relatives au paysage, donnant naissance à l’idée du paysage protégé et la mise en pratique des actions concertées. La politique de protection des sites engendre les débuts des politiques des paysages liées à l’urbanisme puis celle où les institutions de gestion du paysage apparaissent nettement en liaison avec le thème de l’environnement.
Dans le cadre de la recherche fondamentale sur le vent et la problématique des éoliennes et du paysage, conduite par le laboratoire GRIEF de l’ENSAB, Louis-Michel Nourry traite de « la conscience de vent », de son impact sur le paysage (Vents, invention et évolution des formes, PUR-ENSAB, 2008). Ces questions interpellent l’historien des émotions et des sensibilités. Ces recherches lui permettent de traiter des éoliennes et de la problématique paysagère liée à leur implantation.

## Publications

### Ouvrages
- "Le Thabor", éditions Kerdoré, 1990  (ISBN 978-2905-2598-13) (Prix des Écrivains de l'Ouest, 1991)
- "Les Jardins publics en province : Espaces et politique au XIXe siècle", Presses Universitaires de Rennes, 1995,  (ISBN 2868472249).
- "Lyon, le Parc de la Tête d'Or", éditions AGEP, 1992  (ISBN 2-902634-63-3)
- "Le jardin du Luxembourg", photos Jacques de Givry, Éditions J.D.G, 1991  (ISBN 978-2902-6346-3-7)
- "La Bretagne des jardins", photos Michel Ogier, éditions Apogée, 1997  (ISBN 2-909275-87-6)
- "Les jardins publics en France", éditions Ouest-France, 1997  (ISBN 978-2909-2758-7-1)
- "Le Thabor : Rennes", Éditions Siloë, 2002  (ISBN 2-908924-00-5)
- "Jardin médiéval", éd. Le Livre d'art-Jean-Paul Ruiz, 2002
- "Les jardins de Villandry", éd. Belin-Herscher, coll. Les Destinées du patrimoine, 2002  (ISBN 2-7011-2557-X) (BNF 38904402)
- "Paysages de Rennes : Nature et espaces publics", éditions Apogée, 2005  (ISBN 2843982049)
- "Vents, Invention et Évolution des Formes" (dir. et coll.), PUR-ENSAB, 2008  (ISBN 978-2-7535-0615-2)
- "Le Thabor - Renaissance d'un patrimoine rennais", aquarelles Francine Lieury, Éditions Apogée, 2013  (ISBN 978-2-84398-446-4)
- "Kerguéhennec - architecture et paysage(s)", avec Claudie Herbaut, Éditions Locus Solus, 2016  (ISBN 978-2-36833-143-9)

### Collaborations
- « Paysages, parcs et jardins », Dictionnaire de la Bretagne, Croix (A.) (dir.), Rennes, éd. Apogée, 2000, 2 articles.
- « Les frères Bühler », Dictionnaire des architectes-paysagistes, Racine (M.) (dir.), ENSP Versailles, Actes Sud, 2002, 1 article.
- « Le patrimoine paysager à Rennes », Dictionnaire du patrimoine rennais, A. Croix, J.Y. Veillard (dir.), 2004, 4 articles.
- "Parcs, jardins et paysages du Rhône", préface p.6-9, CAUE du Rhône, 2009.
- "Salonfäheg", Galopin (Pierre) , préface, Filigranes Editions, 2021.

### Articles
Revues spécialisées (sélections)
- "Le jardin des Poètes", Canal Béziers, novembre 1992.
- "Le style paysager, illustration des mentalités de la société du 19e siècle", Échanges de points de vue, École des Beaux-Arts de Quimper, n° 2, 1993, p. 51-57.
- "Rennes, histoire, patrimoine, nature", (en coll.), Guide Gallimard, 1993, p. 120-162.
- "Les jardins Bühler en Bretagne", Ar Men, juin 1995, n°69, p. 14-27.
- "Le jardin des Plantes de Nantes", Ar Men, novembre 1996, n°82, p. 2-11.
- "La Bretagne des jardins", Ar Men, juillet 1999, n° 104, p. 40-47.
- "Le jardin public, le bourgeois et l’ouvrier", L’Histoire, juin 1996, n° 200, p. 11-12.
- "La symbolique de l’eau  dans les jardins", Journal de l’Association M+J (Maison japonaise), n° 7, juin 1996.
- "Du parc urbain aux espaces verts", La ville divisée, les ségrégations urbaines en question en France (XVIIIè-XXe siècles), (Annie Fourcaut) (dir.), CREAPHIS, 1996, p. 256-267.
- "Au royaume des parcs, longtemps la mémoire s'est égarée", Parcs, jardins et paysages du Rhône, préface, CAUE du Rhône, 2009, p. 6-9.
- "Un nouveau dialogue entre Rennes et  ses rivières", Place Publique, n°12, Juillet-Août 2011, p. 39-47.
- "La grande mutation des parcs publics", Place Publique, n° 18, Juillet-Août 2012, p. 45-53.
- "Les frères Bühler, illustres paysagistes du Thabor", Place Publique, n°18; Juillet-Août 2012, p. 77-83.
- "La promenade urbaine en Bretagne", Bulletin de l'AMEBB, n° 89, mars 2016, p. 7-11.
- "Le parc André Citroën, nature et architecture", Bulletin de la Société Historique et Archéologique du XVe arrondissement de Paris, n°52,automne 2018, p.73-78.

## Catalogues d'exposition
- Les réalisations des frères Bühler, DIREN-Ville de Rennes, 1991.
- Les jardins de Touraine, Ville de Tours, 1992.
- Le Parc de la Tête d'Or, CAUE-Rhône, 1993, p.6-12.
- C’est un jardin extraordinaire, (coll.), Ville de Rennes-Ecole d’architecture de Bretagne, 1999.
- L’art au Thabor, Université Rennes 2, UFR Arts, juin 2004.
- In situ, exposition Annick Sterkendries, Les Sables d'Olonne, juin-septembre 2004.
- Vendée, côté jardin. Promenade au cœur d’un patrimoine, Conseil général de Vendée, juin 2006.
- Histoire(s) de jardins : usages et paysages à Rennes, Archives municipales de Rennes, Presses universitaires de Rennes, mai 2008.

## Distinctions
- 1977 : Médaille d'or - Ligue musicale Maine-Anjou
- 1990 :  Chevalier de l'ordre des Palmes académiques
- 1991 : Prix des écrivains de l'Ouest